# Casilla de verificación

Grupo de casillas para seleccionar ingredientes opcionales de una pizza.

En informática, una casilla de verificación, check box, checkbox, tickbox o tick box es un elemento de interacción de la interfaz gráfica de usuario (widget) del Sistema Operativo con el usuario, que permite a este hacer selecciones múltiples de un conjunto de opciones.

## Descripción
Consta de una casilla que permite presentar hasta tres estados distintos: marcado, desmarcado e indeterminado. El estado marcado se muestra a través de una palomita, el desmarcado con el cuadro en blanco y el indeterminado con un cuadro dentro del cuadro blanco que es el control. Algunas ocasiones el programador de la aplicación determina que el control sólo permita dos estados: marcado y desmarcado.
La marca implica la aceptación de la opción que va enlazado a ella, y por consiguiente, la falta de marca implica la negación de la afirmación. El estado indeterminado regresa una respuesta en nulo.
Normalmente, los checkbox son mostrados en la pantalla como una caja cuadrada que puede contener un espacio en blanco (para deseleccionar) o una marca de chequeo o una X (para seleccionar) una opción independientemente de las otras. Junto al checkbox normalmente se muestra un texto descriptivo del significado de la opción. Invertir el estado de un checkbox se realiza haciendo clic con el ratón sobre la caja o su texto asociado, o usando un atajo de teclado.

## Apariencia
Es un pequeño cuadro al lado de la opción a seleccionar. A priori pueden parecer iguales que los botones de radio, con la diferencia que éstos aceptan sólo una de las opciones que se tengan enlazadas en un grupo, mientras que en un grupo de casillas de verificación permite la selección de más de una opción.

## Aplicaciones
Pueden verse en multitud de entornos visuales, como Windows, KDE, Gnome.